# Доња Слатина (Рибник)
Доња Слатина је насељено мјесто у општини Рибник, Република Српска, БиХ. Према попису становништва из 1991. у насељу је живјело 228 становника.

## Становништво
| Националност       | 1991. | 1981. | 1971. | 1961. |
| Срби               | 228   | 334   | 346   | 343   |
| Југословени        |       | 5     | 1     |       |
| остали и непознато |       |       | 1     |       |
| Укупно             | 228   | 339   | 348   | 343   |

| Демографија | Демографија | Демографија |
| Година      | Становника  | Становника  |
| ----------- | ----------- | ----------- |
| 1961.       | 343         |             |
| 1971.       | 348         |             |
| 1981.       | 339         |             |
| 1991.       | 228         |             |